# Růže šípková

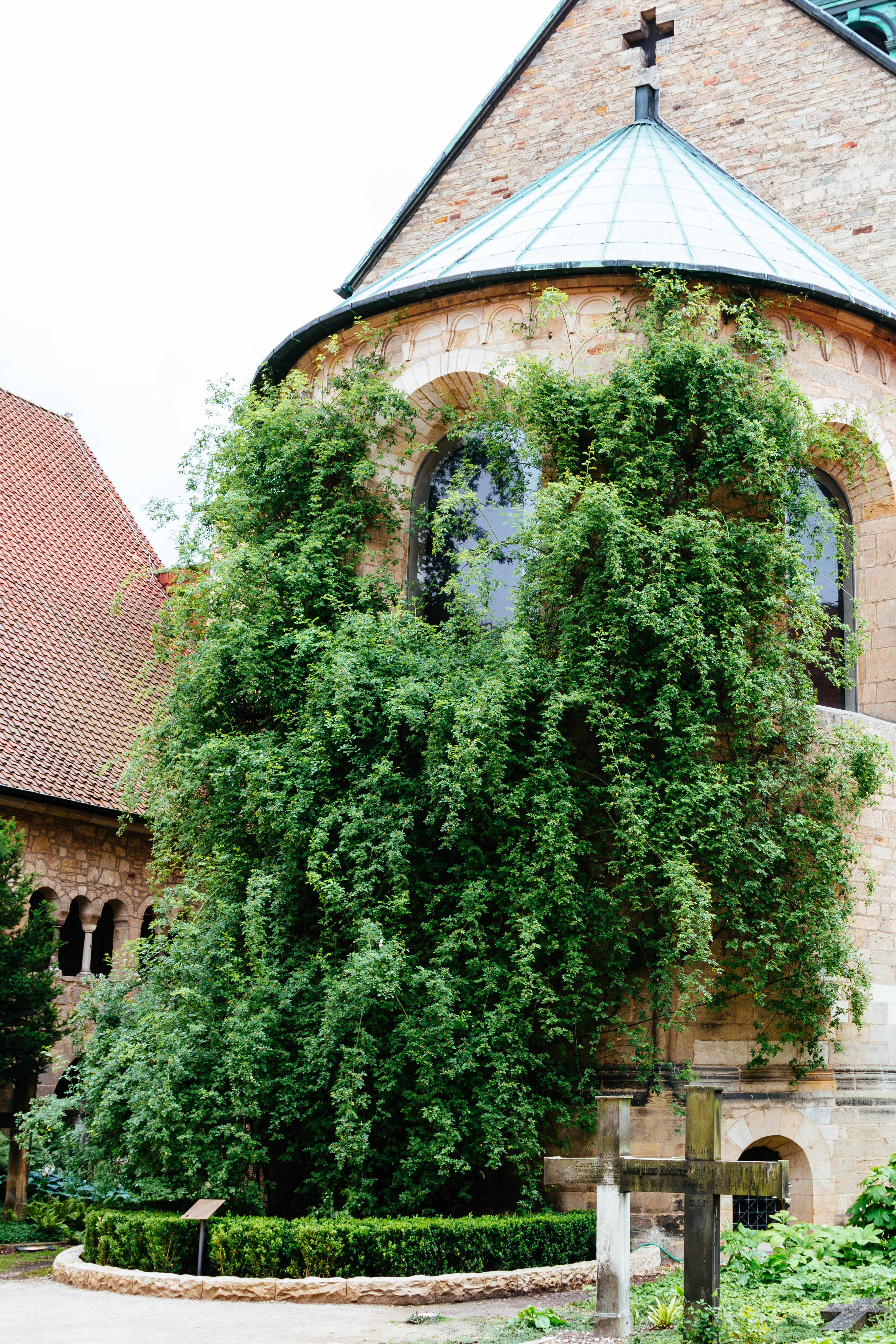
Tisíciletý keř v německém Hildesheimu

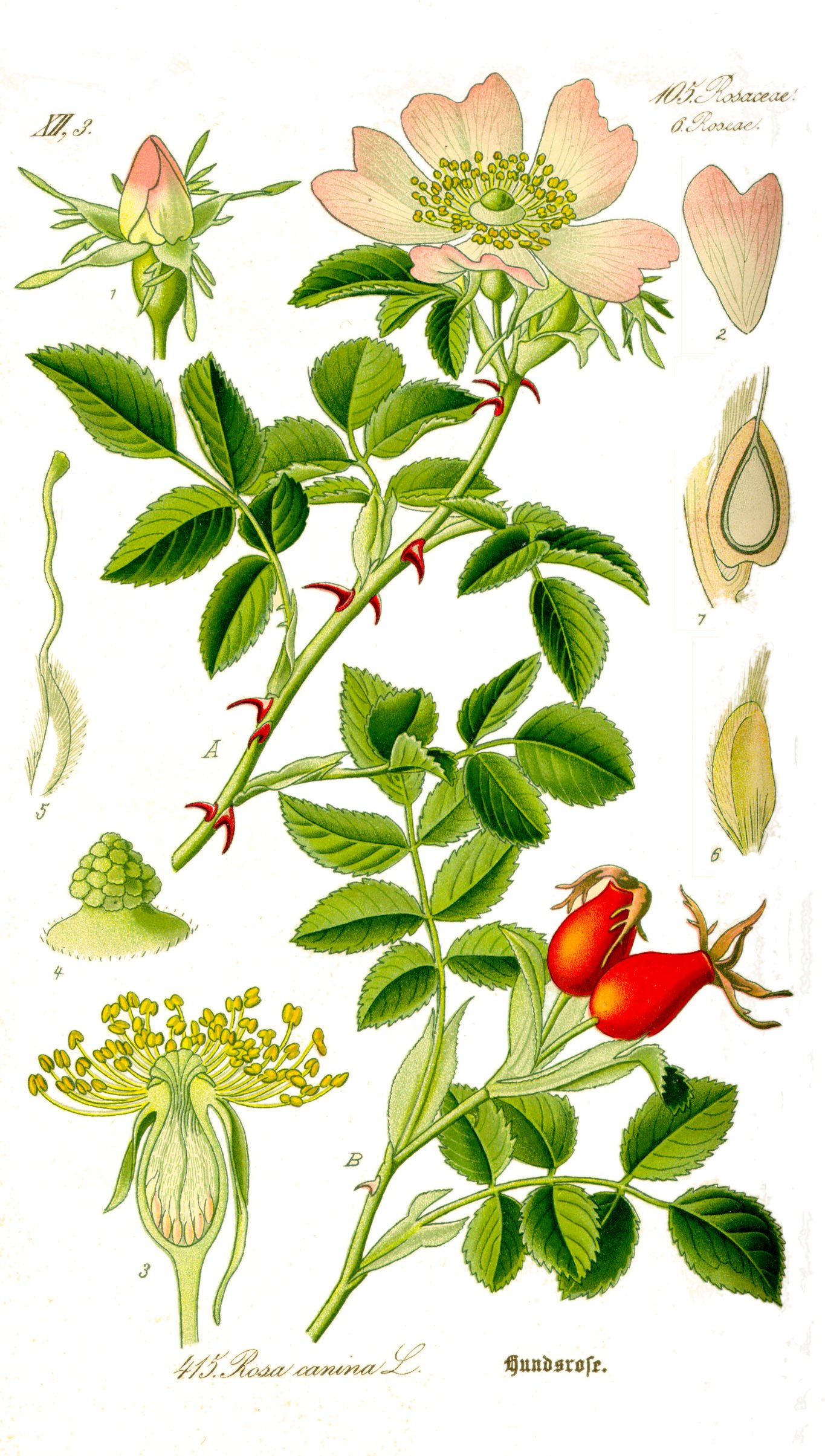
Zobrazení růže šípkové

Růže šípková (Rosa canina) je vytrvalá, opadavá, keřovitá, planě rostoucí rostlina, která samovolně vytváří široce rozkošatěný, ostnitý keř dosahující bez opory do výšky až tří metrů. V květnu a červnu kvete růžovými nebo bílými voňavými květy, z kterých se po opylení vyvinou v září a říjnu jedlé šípky. Je to nejběžnější volně rostoucí druh rodu růže ve střední Evropě.

## Rozšíření
V Evropě je rozšířena po většině kontinentu, na východě roste poměrně vzácně, na severu sahá až k 60° severní šířky a na jihu přesahuje přes Středozemní moře do severozápadní Afriky (Maroko, Alžírsko, Tunisko, Kanárské ostrovy, Madeira). Její areál původního rozšíření dále sahá přes Turecko do Jihozápadní Asie a přes Kavkaz až do Střední Asie. Růže šípková byla novými osadníky zavlečena do Severní, Střední a Jižní Ameriky, stejně jako do Austrálie a na Nový Zéland, kde většinou rychle zplaněla a dostala se do volné přírody. V některých oblastech se hojně šíří a znehodnocuje tak místní pastviny, neboť na nich vytváří pro zvířata neprostupné křoviny.
V ČR je tento původní druh dosti častý, je rozšířen v celém termofytiku, mezofytiku i v nižších polohách orefytika, nemá však tendenci k invaznímu šíření. Nejvýše roste na šumavské Kvildě ve výšce 1000 m nad mořem.

## Ekologie
Roste hlavně na suchých stráních, okrajích lesů a polí, v úvozech polních cest i na náspech a neobdělávaných půdách, příležitostně zapleveluje i okolí lidských sídel. Vyskytuje se v půdách kamenitých, písčitých, hlinitých i jílovitých, kyselých i zásaditých, špatně však snáší zasolení. Upřednostňuje slunečnou polohu, ve stínu slabě kvete a následně i málo plodí. Roste nejčastěji na půdách suchých až vyprahlých, ale nevadí jí krátkodobé přemokření, při dlouhodobém je ovšem napadána houbovitými chorobami. Je rostlinou dlouhověkou, může žít po mnoho století, většinou i po požáru obrazí z kořenů. V prvém roce vyrostou jednoduché větve dlouhé až dva metry a druhým rokem rostou z paždí loňských listů krátké boční větévky, často končící květy. Ostny jsou ztvrdlé, špičaté vychlípeniny pokožkových buněk, které slouží jako ochrana před spásáním býložravci a také jako opora při popínání.
Předpokládá se, že druh se v Evropě vyvinul po ústupu poslední doby ledové, je pentaploidní a patří do skupiny částečně apomiktických růží, jeho ploidie je 2n = 35. Jednotlivé populace mají často charakter klonu, ale navzájem se mohou odlišovat v barvě květů, tvaru i odění lístků a i v barvě a velikosti plodů. Má neobvyklý meiotický a reprodukční systém, při kterém vzniká trvalý pentaploidní organismus s 80 % mateřských a 20 % otcovských genů. Údajné léčivé vlastnosti růže šípkové při pokousání psem popsal Plinius starší, odtud pochází její lidový název "psí růže" i odborný název Rosa canina (canis = pes). Byla jí připisována schopnost vyléčit vzteklinu.

## Popis

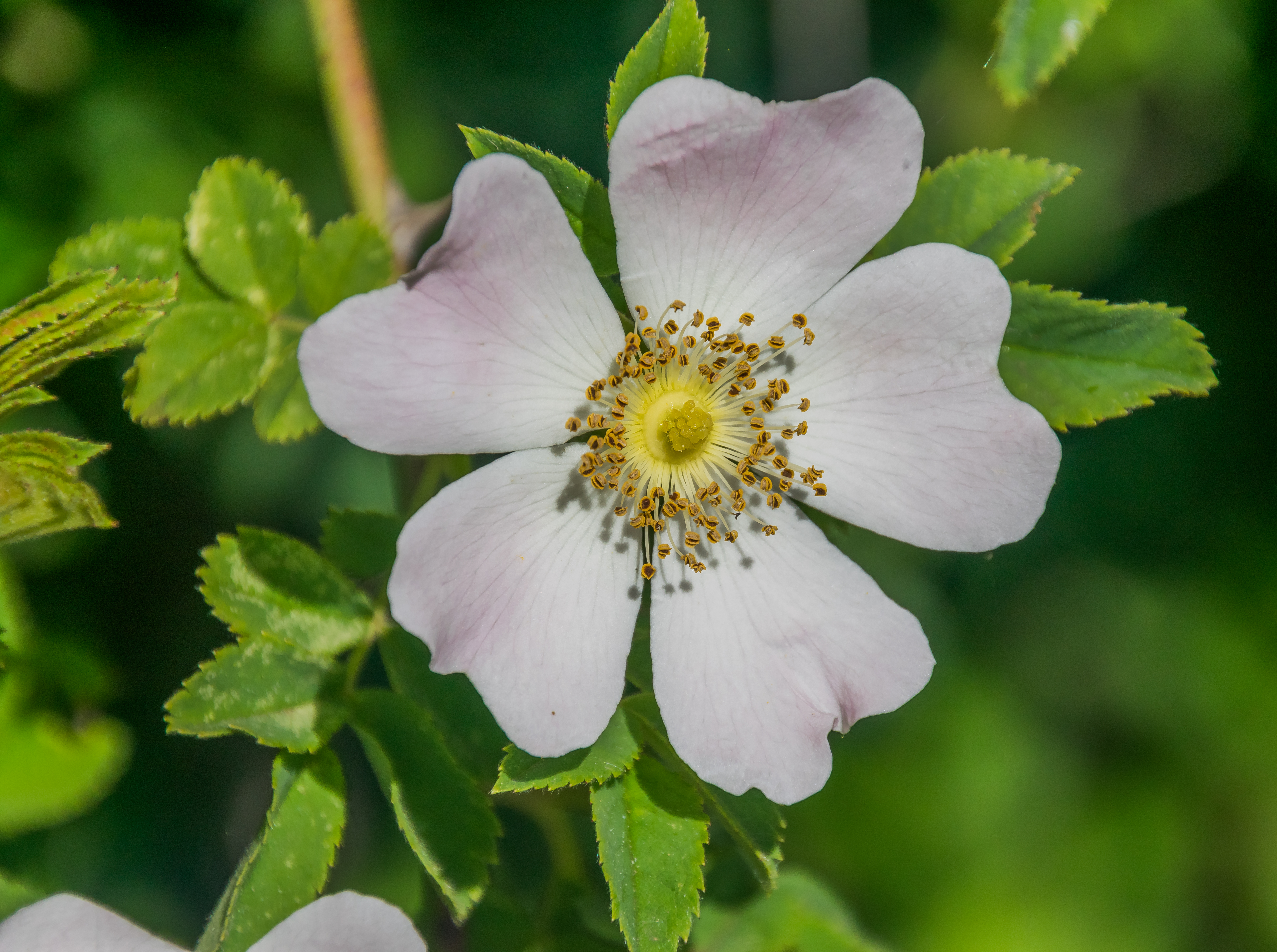
Květ

Statné, dlouhověké keře až 3 m vysoké se vzpřímenými nebo obloukovitě prohnutými větvemi. Občas mají některé větve vlastnost liány a pokud se mohou o něco opřít, vyrůstají do výšky až 10 m. Kořenová soustava má hlavní kůlovitý kořen, který bývá doplněn mělce kořenícími podzemními výběžky. Větve a větévky jsou zelené a obvykle porostlé nepravidelně rozmístěnými silnými, stejnotvarými, hákovitými ostny s rozšířenou bází. Bezostné jsou větve velmi staré, nebo mladé květonosné větévky, letorosty jsou však vždy ostnité. Střídavě vyrůstající listy jsou lichozpeřené, pérovitě složené, dlouhé 6 až 11 cm, dvou až tříjařmé. Lístky jsou 5 až 11 mm dlouhé, tvaru široce eliptického nebo vejčitého, bázi mají klínovitou nebo okrouhlou a vrchol zašpičatělý, na obvodu jsou jednoduše až dvojitě zubaté. Koncový lístek je řapíkatý a ostatní přisedlé, všechny jsou lysé, bez žlázek a někdy bývají podél střední žilky složené do V a na spodní straně plstnatě chlupaté. Palisty jsou po obvodu žláznaté a bývají nejméně do poloviny přirostlé k řapíku listu. Na podzim se listy před opadem barví na světle žluté.
Květy na lysých stopkách vyrůstají jednotlivě nebo po dvou či třech v řídkém chocholíku, jsou oboupohlavné, velké 3 až 5 cm, pětičetné, vonné a kvetou jen krátce. Baňkovitá češule bývá 5 až 25 mm dlouhá a mívá 26 až 36 drobných pestíků. Tři vnější kališní lístky jsou pérovitě zpeřené a dva vnitřní celistvé, po odkvětu jsou všechny nazpět sehnuté a při dozrávání šípků opadávají. Pět vzájemně se dotýkajících korunní lístků je vejčitých až široce vejčitých, na konci mělce laločnatých, mívají barvu bílou, slabě růžovou, růžovou nebo tmavě růžovou a po opylení brzy opadnou. V květu je mnoho tyčinek se žlutými prašníky, které nejvíce uvolňují pyl v dopoledních hodinách. Čnělek je větší počet a jejich blizny tvoří řídkou rozvolněnou hlavičku, mohou se opylit samosprašně nebo pylem přenášeným hmyzem.
Po oplození češule dužnatí a mění se v elipsovitý či vejčitý nepravý plod zvaný šípek (přesněji je to souplodí nažek). Bývá karotenoidy zbarven oranžově červeně až tmavě červeně, má široký, kuželovitě vyklenutý disk, úzké ústí a obsahuje velký počet bělavých nažek s hranatými semeny.

## Rozmnožování
Rostlina se přirozeně množí vegetativně rozrůstáním kořenů nebo semeny ze šípků roznášenými ptáky nebo savci. Uměle lze rostlinu množit řízkováním, kdy se na podzim sázejí řízky s patkou z polovyzrálého dřeva dlouhé asi 20 cm, jež obvykle do roka zakoření. Rostliny lze také množit semeny, která obvykle vyklíčí následným rokem.

## Význam
Růže šípková je považována za léčivou rostlinu po více než dva tisíce let.

### Šípky
Šípky obsahují hodně vitamínů, hlavně C, B1, B2, E, P a K, dále karotenoidy a glykosidy (např. tilirosid, multiflorin), asi 30 % cukrů, organické kyseliny (citrónová, jablečná, nikotinová), pektiny, třísloviny, slizy aj. Pro léčitelské využití se šípky sbírají za sucha, v plné zralosti a ještě tvrdé, samozřejmě ještě před mrazem.[zdroj⁠?!] Suší se ve slabé vrstvě bez stopek a kališních lístků, nejlépe umělým teplem 50 až 60 °C, při nižší teplotě plesniví a ztrácejí vitamín C, při vyšší hnědnou nebo se připálí.
Jemné chloupky z čnělky uvnitř šípků mohou u citlivých lidí způsobit alergickou reakcí. Plody mohou být sice až 3 cm velké, mají však poměrně malou dužinu. Čerstvé se používají k výrobě džemů a sirupů, sušené k přípravě nakyslého čaje v zimním období. Odvar z šípků se používá jako posilující vitamínový prostředek, např. při jarní únavě, pro zvýšení odolnosti proti chřipce, při infekčních onemocněních ledvin a močového měchýře. Po promrznutí šípky změknou a jejich dužina znatelně zesládne a tehdy se z nich připravuje víno. Kyseliny a pektiny šípků uměřeně povzbuzují činnost střev, čaj nemá projímavé, ale spíše regulační účinky.

### Rostlina
Pro přípravu vonného čaje lze použít čerstvé i sušené listy. Vonné jsou v době květu také korunní lístky, které lze využít při výrobě nezvykle voňavého džemu a sirupu.[zdroj⁠?!]
Rostlina je důležitou podnožovou rostlinou pro kultivary záhonových i velkokvětých růží. Bylo vyselektováno hojně klonů téměř bezostných nebo silně odolných proti mrazům. Růže má také mnoho přirozených nepřátel, jako např. drátovci, háďátka, klopušky, křísci, mšice, pilatky, puklice, štítenky, svilušky, žlabatky, včetně houbovitých chorob (černá skvrnitost, padlí růžové, rez růžová).

## Galerie

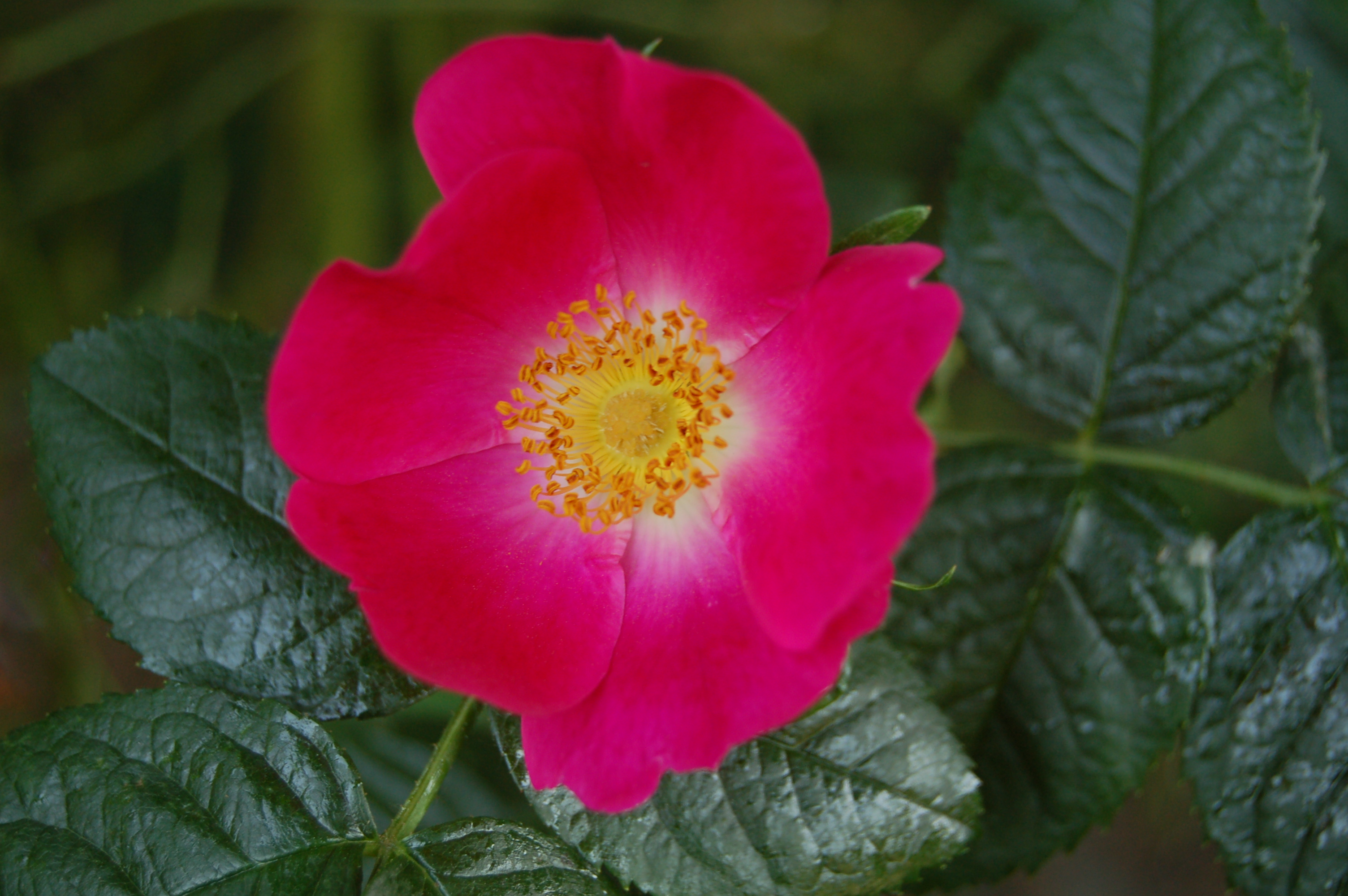
Květ kultivaru 'Kiese'
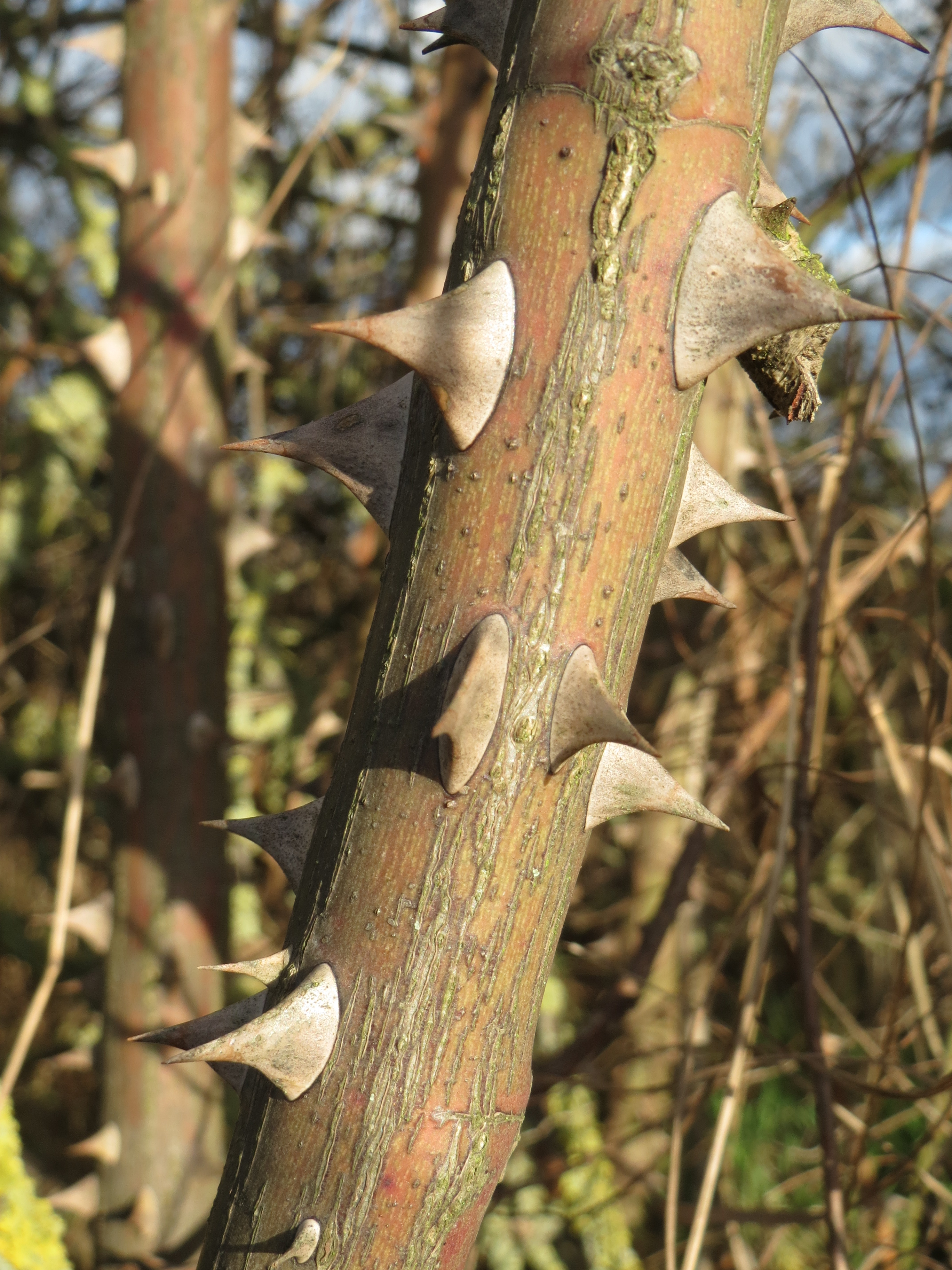
Ostny
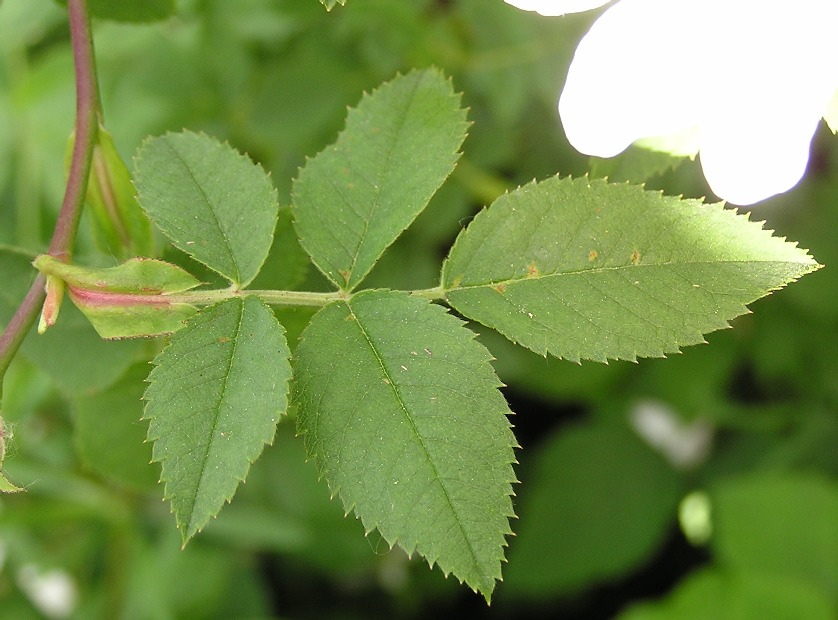
List
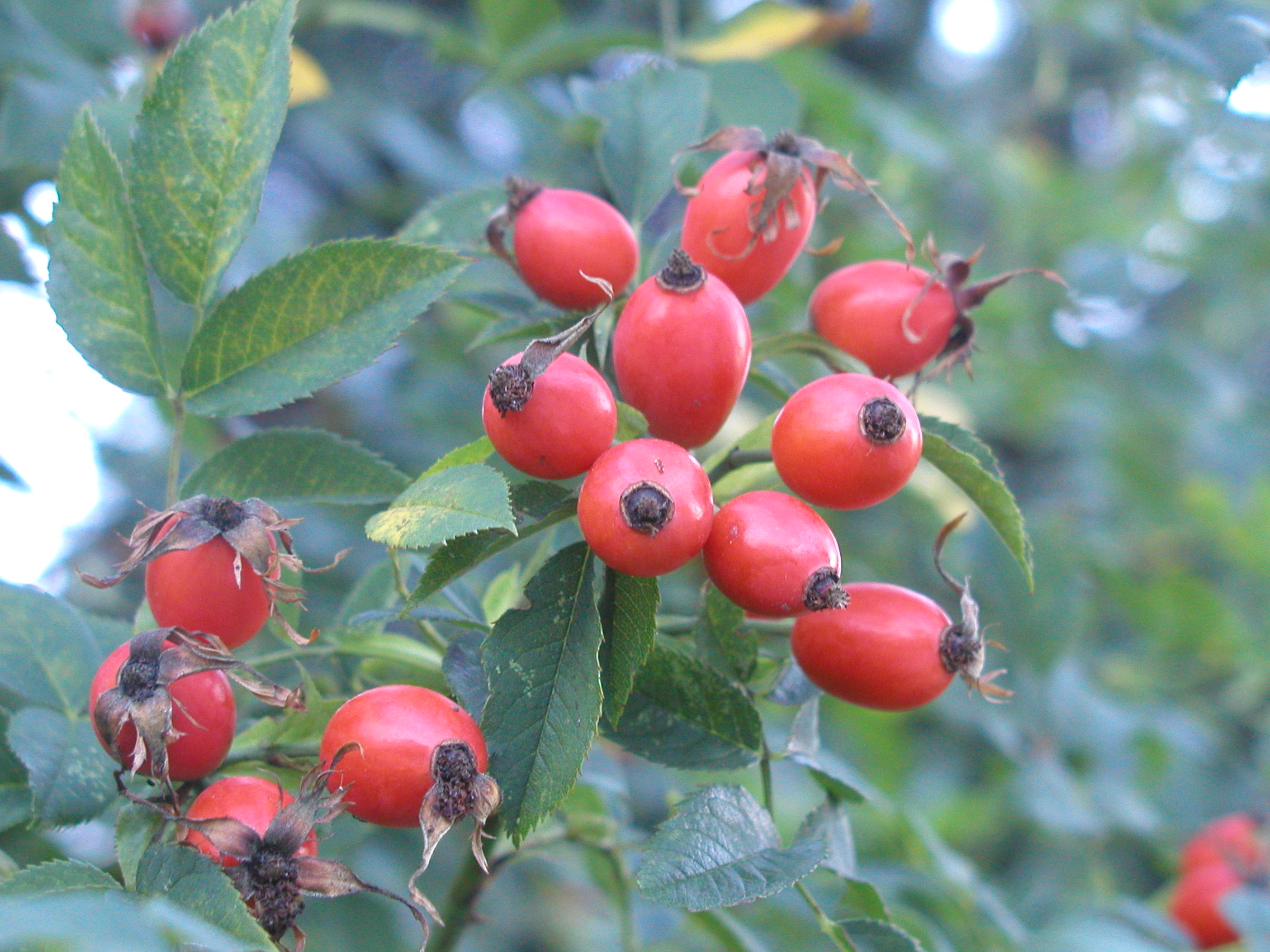
Zrající šípky